# 19629 Серра
19629 Серра (19629 Serra) — астероїд головного поясу, відкритий 8 вересня 1999 року.
Тіссеранів параметр щодо Юпітера — 3,328.